# Pintu Batu (Teluk Segara)
Pintu Batu is een bestuurslaag in het regentschap Bengkulu van de provincie Bengkulu, Indonesië. Pintu Batu telt 1238 inwoners (volkstelling 2010).